# Casarejos
Casarejos – gmina w Hiszpanii, w prowincji Soria, w Kastylii i León, o powierzchni 28,08 km². W 2011 roku gmina liczyła 203 mieszkańców.